# Winbond

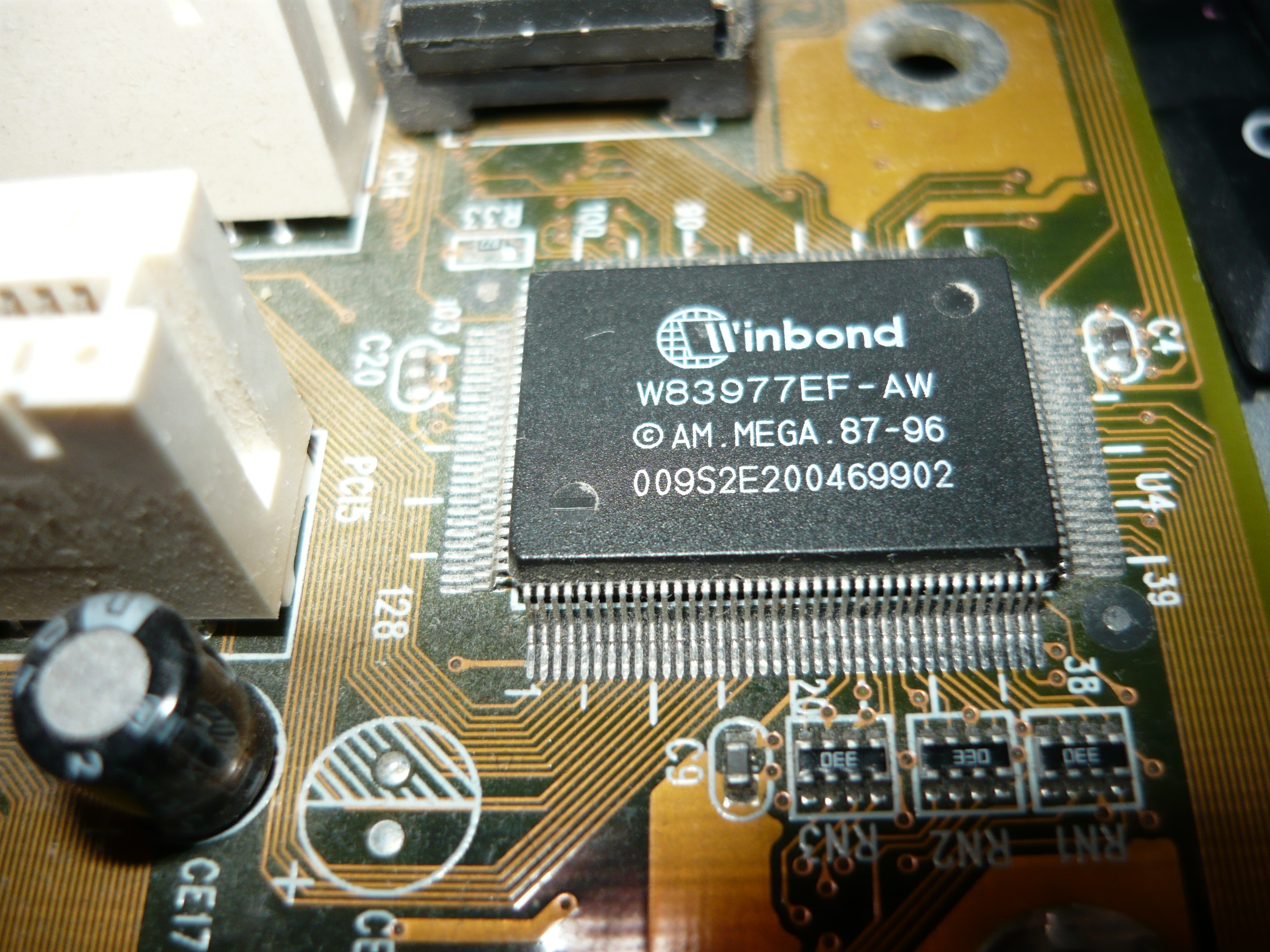
Chip da Winbond.

A Winbond Electronics Corporation é uma empresa de tecnologia taiwanesa fundada em 1987. Produz semicondutores e vários tipos de CIs, principalmente DRAMs, SRAMs e microcontroladores. A Winbond é presentemente um dos maiores fornecedores de circuitos integrados e de semicondutores de Taiwan. 